# محمود آمنه
محمود آمنه (عربی: محمود آمنة؛ زادهٔ ۲۵ ژانویهٔ ۱۹۸۳) یک بازیکن فوتبال اهل سوریه است.
از باشگاه‌هایی که در آن بازی کرده‌است می‌توان به باشگاه فوتبال الاتحاد سوریه، باشگاه فوتبال راه‌آهن، و تیم ملی فوتبال سوریه اشاره کرد.
وی همچنین در تیم‌های ملی فوتبال سوریه ۱۶ آوریل ۲۰۱۴ بازی کرده است.